# Świdnica (gemeente in powiat Zielonogórski)
De gemeente Świdnica is een landgemeente in het Poolse woiwodschap Lubusz, in powiat Zielonogórski.
De zetel van de gemeente is in Świdnica.
Op 30 juni 2004 telde de gemeente 5657 inwoners.

## Oppervlakte gegevens
In 2002 bedroeg de totale oppervlakte van gemeente Świdnica 160,8 km², waarvan:
- agrarisch gebied: 31%
- bossen: 61%

De gemeente beslaat 10,24% van de totale oppervlakte van de powiat.

## Demografie
Stand op 30 juni 2004:
| Omschrijving                   | Totaal | Totaal | Vrouwen | Vrouwen | Mannen | Mannen |
| ------------------------------ | ------ | ------ | ------- | ------- | ------ | ------ |
| eenheid                        | aantal | %      | aantal  | %       | aantal | %      |
| inwoners                       | 5657   | 100    | 2829    | 50      | 2828   | 50     |
| bevolkingsdichtheid (inw./km²) | 35,2   | 35,2   | 17,6    | 17,6    | 17,6   | 17,6   |

In 2002 bedroeg het gemiddelde inkomen per inwoner 1272,15 zł.

## Administratieve plaatsen (sołectwo)
Buchałów, Drzonów, Grabowiec, Koźla, Letnica, Lipno, Piaski, Radomia, Słone, Świdnica, Wilkanowo.
Zonder de status sołectwo : Dobra, Łochowo, Orzewo, Rybno, Wirówek.

## Aangrenzende gemeenten
Czerwieńsk, Dąbie, Nowogród Bobrzański en Zielona Góra